# Polska Organizacja Turystyczna
Polska Organizacja Turystyczna (POT) – organizacja rządowa utworzona na mocy ustawy z dnia 25 czerwca 1999 r. o Polskiej Organizacji Turystycznej. POT rozpoczęła działalność 1 stycznia 2000 r. Podlega ministrowi właściwemu do spraw turystyki – obecnie Ministrowi Sportu i Turystyki. POT jest jedną z ponad 200 narodowych organizacji turystycznych na świecie.
Siedziba POT mieści się przy ul. Młynarskiej 42 w Warszawie.

## Opis
Głównym celem POT jest promocja Polski w kraju i za granicą, jako kraju atrakcyjnego turystycznie, szczególnie pod względem kulturowym oraz wzmacnianie wizerunku Polski, jako kraju nowoczesnego, o silnej i wyrazistej tożsamości narodowej zbudowanej na fundamencie dziedzictwa kulturowego oraz bogatego w atrakcyjne walory środowiska naturalnego. Kraju z wysokimi standardami usług i korzystnymi cenami.
POT wspiera podmioty, które zajmują się turystyką. Organizuje stoiska narodowe, na największych krajowych i zagranicznych targach turystycznych, na których wystawcami są przedstawiciele branży i samorządów.
Organizacja realizuje swoje cele na poszczególnych rynkach poprzez przedstawicielstwa (Zagraniczne Ośrodki POT) w 14 krajach świata i przez kampanie wizerunkowe oraz akcje promocyjne, między innymi „Polska zobacz więcej – weekend za pół ceny” czy konkurs na Najlepszy Produkt Turystyczny – Certyfikaty POT. Dzięki znajomości specyfiki różnych krajów POT planuje kampanie promocyjne, które uwzględniają charakter i potrzeby poszczególnych rynków.
POT współpracuje z przedstawicielami władzy rządowej – wojewodami, jednostkami samorządu terytorialnego, z regionalnymi i lokalnymi organizacjami turystycznymi, Polską Izbą Turystyki oraz innymi organizacjami branży turystycznej, a także stowarzyszeniami działającymi w tej dziedzinie. Efektem tej współpracy są licznie organizowane imprezy promujące wśród krajowych i zagranicznych turystów regiony, miasta i poszczególne lokalne produkty turystyczne. Wspólnie organizowane są także stoiska na targach, konkursy, seminaria i konferencje. POT zajmuje się także drukiem wydawnictw promocyjnych o Polsce. Foldery POT wydawane są w 12 językach. Promują turystykę aktywną, biznesową, uzdrowiskową, pokazują walory turystyczne miast i regionów, w tym zabytki UNESCO.

## Realizowane zadania
- promowanie Polski, jako kraju turystycznie atrakcyjnego pod względem kulturowym i przyrodniczym;
- zapewnienie funkcjonowania i rozwijania Polskiego Systemu Informacji Turystycznej w kraju i na świecie;
- inicjowanie, opiniowanie i wspomaganie planów rozwoju i modernizacji infrastruktury turystycznej;
- produkcja i dystrybucja materiałów promocyjnych;
- organizowanie targów i seminariów;
- współpraca z samorządem terytorialnym, gospodarczym oraz ze stowarzyszeniami w dziedzinie turystyki;
- stowarzyszenie spójnego systemu promocji turystycznej na szczeblu regionalnym i lokalnym oraz stymulowanie rozwoju produktu turystycznego;
- zwiększenie obecności Polski, jako atrakcyjnego celu podróży, w zagranicznych mediach: prasowych, audiowizualnych, elektronicznych;
- synchronizacja działań POT z ogólnym planem poprawy wizerunku Polski w krajach UE.

## Polska zobacz więcej – weekend za pół ceny
Akcja „Polska zobacz więcej – weekend za pół ceny” to, zapoczątkowany przez Ministerstwo Sportu i Turystyki, projekt, który ma na celu prezentację ogólnopolskiej oferty turystycznej i zachęcenia rodaków do korzystania z atrakcji i usług turystycznych na terenie całego kraju, również poza głównym sezonem wakacyjnym.
Założeniem akcji jest stworzenie banku ofert produktów i usług turystycznych w atrakcyjnych, obniżonych cenach, które będą oferowane w wybrane weekendy na terenie całego kraju.
Akcji przyświeca również cel konsolidacji działań branży turystycznej oraz wspólna promocja (umocnienie komunikatu promocyjnego), a w konsekwencji wzrost znaczenia turystyki jako dziedziny gospodarki.
Projekt ten, to wykorzystanie sprawdzonej formuły weekendowych akcji zniżkowych organizowanych przez polskie miasta i regiony i przeniesienie jej na poziom krajowy.
Partnerem akcji jest przede wszystkim branża, świadcząca usługi turystyczne i okołoturystyczne, poprzez przygotowanie ofert promocyjnych w wybrany weekend w sezonie niskim. Partnerami są również regionalne i lokalne organizacje turystyczne, centra i punkty informacji turystycznej, urzędy marszałkowskie i urzędy miast, z którymi POT współpracuje zarówno przy akwizycji przedsiębiorców, jak i promowaniu idei weekendu za pół ceny wśród turystów.
Pierwsza, pilotażowa edycja akcji została zorganizowana w weekend od 23 do 25 września 2016 r. Uczestniczyło w niej 396 partnerów oraz ponad 60 tys. turystów, a organizatorem było Ministerstwo Sportu i Turystyki. Na początku 2017 roku POT przejęła od MSIT organizację drugiej i kolejnych edycji akcji „Polska zobacz więcej – weekend za pół ceny”. Sukces pierwszej, pilotażowej edycji przeprowadzonej we wrześniu 2016 roku wskazywał na celowość kontynuacji projektu. Druga edycja akcji odbyła się w weekend od 31 marca do 2 kwietnia 2017 r. i przyciągnęła 462 partnerów oraz około 77,5 tys. turystów. Trzecia odsłona akcji odbyła się w dniach 6–8 października 2017 i osiągnęła jeszcze lepsze wyniki. Wzięło w niej udział 560 partnerów oraz 110 tys. turystów, którzy zaoszczędzili niemal 8 mln złotych. Obecnie POT zaplanował dwie kolejne edycje akcji „Polska zobacz więcej – weekend za pół ceny”. Edycja wiosenna odbędzie się od 9 do 11 marca 2018 r., a edycja jesienna w terminie od 5 do 7 października 2018 r.

## Konkurs na Najlepszy Produkt Turystyczny – Certyfikat POT
Certyfikat „Najlepszego Produktu Turystycznego” Polskiej Organizacji Turystycznej to nagroda dla wyjątkowych atrakcji turystycznych w Polsce. Przyznawany jest on tylko nowatorskim i przyjaznym turystom miejscom, obiektom, imprezom oraz przedsięwzięciom realizowanym na poziomie regionalnym i lokalnym. Stanowi gwarancję wysokiej jakości i przeżycia wielu niezapomnianych doznań kulturalnych, rozrywkowych, a także rekreacyjno-przygodowych.
Certyfikaty przyznawane są w drodze konkursu, który zorganizowany został po raz pierwszy w 2003 r. Dotychczas nagrodzono i wyróżniono 243 produkty turystyczne.
Nagrody przyznawane są przez Kapitułę, w skład której wchodzą eksperci – przedstawiciele mediów, naukowcy oraz praktycy branży turystycznej.
Certyfikaty POT dla Najlepszego Produktu Turystycznego 2017 roku otrzymały: Zoo Safari Borysew, Zamojska Twierdza Atrakcji, Zamek Królewski w Chęcinach, Wycieczka wodami rzek San, Pałac i Folwark Galiny, Ogrody Hortulus Spectabilis w Dobrzycy, Muzeum Mydła i Historii Brudu w Bydgoszczy, Muzeum Górnictwa Węglowego-Kopalnia Guido w Zabrzu, Europejskie Centrum Solidarności w Gdańsku, Centrum Nauki Kopernik w Warszawie. Wyróżnienie przyznano również Królewskiemu Ogrodowi Światła w Wilanowie. Dodatkowo turyści głosujący za pomocą formularza na portalu narodowym Polska Travel, Certyfikatem Internautów uhonorowali Zamek Książęcy Niemodlin.
Od 2008 r. przyznawany jest również Złoty Certyfikat – specjalna nagroda stworzona dla już certyfikowanych produktów turystycznych, które rozwijają się w unikalny i wyjątkowy sposób. Dotychczas jego laureatami były: Szlak Zabytków Techniki, Kanał Augustowski –Szlak Papieski, Łódzka Manufaktura, Festiwal „Przystanek Woodstock”, Szlak Orlich Gniazd, Szlak Architektury Drewnianej oraz Park Nauki i Rozrywki Krasiejów, Kopalnia Złota i Średniowiecznego Parku Techniki w Złotym Stoku, Industriada, czyli Święto Szlaku Zabytków Techniki Województwa Śląskiego. W 2017 roku laur Złotego Certyfikatu trafił do Żywego Muzeum Piernika w Toruniu.

## Poland Convention Bureau[13]
Poland Convention Bureau (PCB) jest jednostką działającą w strukturach Polskiej Organizacji Turystycznej, odpowiedzialną za promocję Polski jako atrakcyjnego miejsca dla organizacji wszelkiego rodzaju spotkań i wydarzeń w tym społecznych, politycznych i biznesowych. Misję tę PCB realizuje poprzez:
- udział w międzynarodowych imprezach targowych i pozyskiwanie kolejnych kontaktów biznesowych;
- realizację podróży studyjnych dla zagranicznych dziennikarzy oraz organizatorów spotkań i wydarzeń biznesowych w tym konferencji, kongresów, premier produktów, podróży motywacyjnych;
- pozyskiwanie nowych spotkań i wydarzeń biznesowych dla kraju;
- współpracę z mediami zagranicznymi oraz zamieszczanie artykułów i reklam promujących Polskę jako kierunek biznesowy w prasie oraz w katalogach branżowych;
- utrzymywanie stałej współpracy z regionalnymi convention bureaux w ramach ww. działań;
- nawiązywanie współpracy z polskimi przedsiębiorcami branży spotkań w ramach programów: Rekomendowany Profesjonalny Organizator Kongresów (Professional Congress Organizer) i Rekomendowany Organizator Podróży Motywacyjnych (Incentive Travel Company);
- nawiązywanie współpracy z polskim środowiskiem naukowym m.in. w ramach Programu Ambasadorów Kongresów Polskich;
- utrzymywanie stałej współpracy z międzynarodowymi organizacjami i stowarzyszeniami skupiającymi profesjonalistów związanych z przemysłem spotkań;
- gromadzenie i opracowanie danych statystycznych nt. spotkań i wydarzeń biznesowych odbywających się w Polsce, zgodnie z zaleceniami międzynarodowych organizacji prowadzących podobne rankingi tj. ICCA – International Congress and Convention Association oraz UIA – Union of International Associations.

## Program Ambasadorów Kongresów Polskich
Program Ambasadorów Kongresów Polskich jest realizowany wspólnie przez Polską Organizację Turystyczną oraz organizację pozarządową – „Stowarzyszenie Konferencje i Kongresy w Polsce” i wspierany regionalnie w ramach działań lokalnych Klubów Ambasadora (Warszawa, Wrocław, Gdańsk i Kraków). Od 1998 roku służy on promowaniu Polski, jako miejsca organizacji międzynarodowych kongresów i konferencji.
Celem Programu Ambasadorów Kongresów Polskich jest pozyskiwanie kongresów do Polski oraz udzielanie efektywnej pomocy w przyciąganiu do Polski takich imprez przez Polaków działających w strukturach organizacji międzynarodowych, np. naukowców i profesjonalistów różnych branż. Podobne programy Ambasadorów Kongresów stosowane są z powodzeniem w wielu krajach świata, jako narzędzie marketingu narodowego.
Do tej pory tytuł Ambasadora Kongresów otrzymało 255 osób, a w pracach kapituły uczestniczyło grono wybitnych osobowości polskiego świata nauki, gospodarki i kultury.

## Forum POT-ROT-LOT[16]
Polska Organizacja Turystyczna organizuje corocznie spotkanie przedstawicieli instytucji zajmujących się promocją Polski na szczeblu ogólnokrajowym, regionalnym i lokalnym, z udziałem dyrektorów Zagranicznych Ośrodków POT. Forum stanowi platformę do konstruktywnej dyskusji na temat polskiej turystyki, wymiany doświadczeń i dobrych praktyk, a także integracji wszystkich podmiotów pracujących na rzecz promocji.
Coroczne programy Forum odzwierciedlają rzeczywiste potrzeby zgłaszane przez cały rok zarówno przez regionalne, jak i lokalne organizacje turystyczne. Agendy spotkań zawierają panele dyskusyjne, szkoleniowo-eksperckie oraz pozwalają na wymianę poglądów i doświadczeń dotyczących problematyki związanej z promocją polskiej turystyki na wszystkich szczeblach zarządzania.

## Prezesi Polskiej Organizacji Turystycznej
- Gwidon Wójcik (1 stycznia 2000 – 5 lutego 2002)
- Andrzej Kozłowski (5 lutego 2002 – 20 stycznia 2006)
- Tomasz Wilczak (20 stycznia 2006 – 27 listopada 2006)
- Wojciech Kodłubański (27 listopada 2006 – 27 kwietnia 2007, jako p.o.)
- Władysław Majka (27 kwietnia 2007 – 21 sierpnia 2007)
- Rafał Szmytke (19 października 2007 – 29 stycznia 2016)[17]
- Wojciech Fedyk (1 kwietnia 2016 – 21 listopada 2016)[18][19]
- Bartłomiej Walas (21 listopada 2016 – 10 marca 2007, jako p.o.)[20]
- Marek Olszewski (10 marca 2017 – 30 sierpnia 2017)
- Robert Andrzejczyk (18 września 2017 – październik 2020)
- Rafał Szlachta (październik 2020 – 23 grudnia 2021)
- Anna Salamończyk-Mochel (23 grudnia 2021 – 13 kwietnia 2022, jako p.o.)
- Rafał Szmytke (od 13 kwietnia 2022)[21]

## Finansowanie z budżetu państwa
Polska Organizacja Turystyczna otrzymuje co roku dotację podmiotową w ramach części 40. budżetu państwa – Turystyka.
W 2018 wysokość dotacji dla POT wyniosła 49,5 mln zł. Taką samą kwotę przewidziano w ustawie budżetowej na 2019.